# Стефан Анђелић
Стефан Анђелић (Сремски Карловци, 30. март 1825 — Сремска Митровица, 5. август 1892) је био почасни прота, први ставрофор, и парох сремскомитровачки и један од браће Анђелић.
Извршио је аманет свога брата Германа и за пола милиона круна саградио данашњу угледну зграду гимназије и богословије у Карловцима.